# Meixner Schlüter Wendt Architekten
Meixner Schlüter Wendt Architekten (Eigenschreibweise MEIXNER SCHLÜTER WENDT Architekten) ist ein deutsches Architekturbüro mit Sitz in Frankfurt am Main. Die Projekte des Büros wurden 2008 auf dem World Architecture Festival ausgezeichnet und auf den Architekturbiennalen 2004, 2006 und 2012 in Venedig ausgestellt.

## Geschichte
Seit seiner Gründung im Jahr 1997 in Frankfurt am Main wird das Büro von den drei Partnern Claudia Meixner, Florian Schlüter und Martin Wendt geführt. Bereits mit frühen, noch eher kleineren Arbeiten weckte das Büro großes Interesse in den Fachmedien. Heute umfasst sein Spektrum die architektonische Planung und Gestaltung von städtebaulichen Bereichen, gewerblichen Bauten, Schulen, Kirchen, Kulturbauten und Wohnbauten bis hin zu Wohnhochhäusern.
Parallel dazu halten Claudia Meixner und Florian Schlüter an verschiedenen Institutionen Vorträge und hatten für den Masterstudiengang Architektur am Karlsruher Institut für Technologie im Sommersemester 2017 eine Gastprofessur inne. Claudia Meixner war von 2009 bis 2013 und von 2015 bis 2019 Mitglied des Frankfurter Städtebaubeirats und ist darüber hinaus als Preisrichterin in diversen Architekturwettbewerben tätig.

## Architektur
Den formal sehr unterschiedlichen Gebäuden von Meixner Schlüter Wendt liegen zwei Gemeinsamkeiten zu Grunde: Sie haben ein sehr starke skulpturale Wirkung und reagieren sensibel auf den Kontext. Diesen nur scheinbaren Widerspruch lösen Meixner Schlüter Wendt durch das Verwenden von Methoden, Prinzipien und Strategien, die – so die Designexpertin Lilli Hollein – in der zeitgenössischen bildenden Kunst gängig, in deutschen Architekturbüros dagegen eher ungewöhnlich sind. Dazu gehört auch das kalkulierte Spiel mit Wahrnehmungsebenen. Dabei entwickeln die Architekten zu den Besonderheiten von Ort und Bauaufgabe im Entwurfsprozess spezifische Assoziationen, die aus der Beobachtung und Analyse alltäglicher Dinge bzw. deren Anordnung entstehen. Das kann auch den Rückgriff auf vertraute Bautypologien und aus der Baugeschichte bekannten Techniken wie Inkrustation oder Relief einschließen, die von Meixner Schlüter Wendt als intellektuelle Readymades betrachtet, neuinterpretiert und zu neuartigen Gebäuden transformiert werden.
Um auf die verschiedenen Höhen der Umgebung im Frankfurter Europaviertel zu reagieren, kombinierten die Architekten bei dem Projekt Axis z. B. eine Hochhausscheibe, ein mehrgeschossiges Gebäude und eine Reihenhauszeile zu einem „Blockrandhochhaus“. Beim Einfamilienhaus Schmuck im Frankfurter Stadtteil Westend dagegen transformierte das Büro die Typologien der Hofreite, des Patiohauses und der Villa zu einer komplexen „Wohnraumskulptur“, wobei die Raumkanten der benachbarten Gebäude aufgenommen wurden.

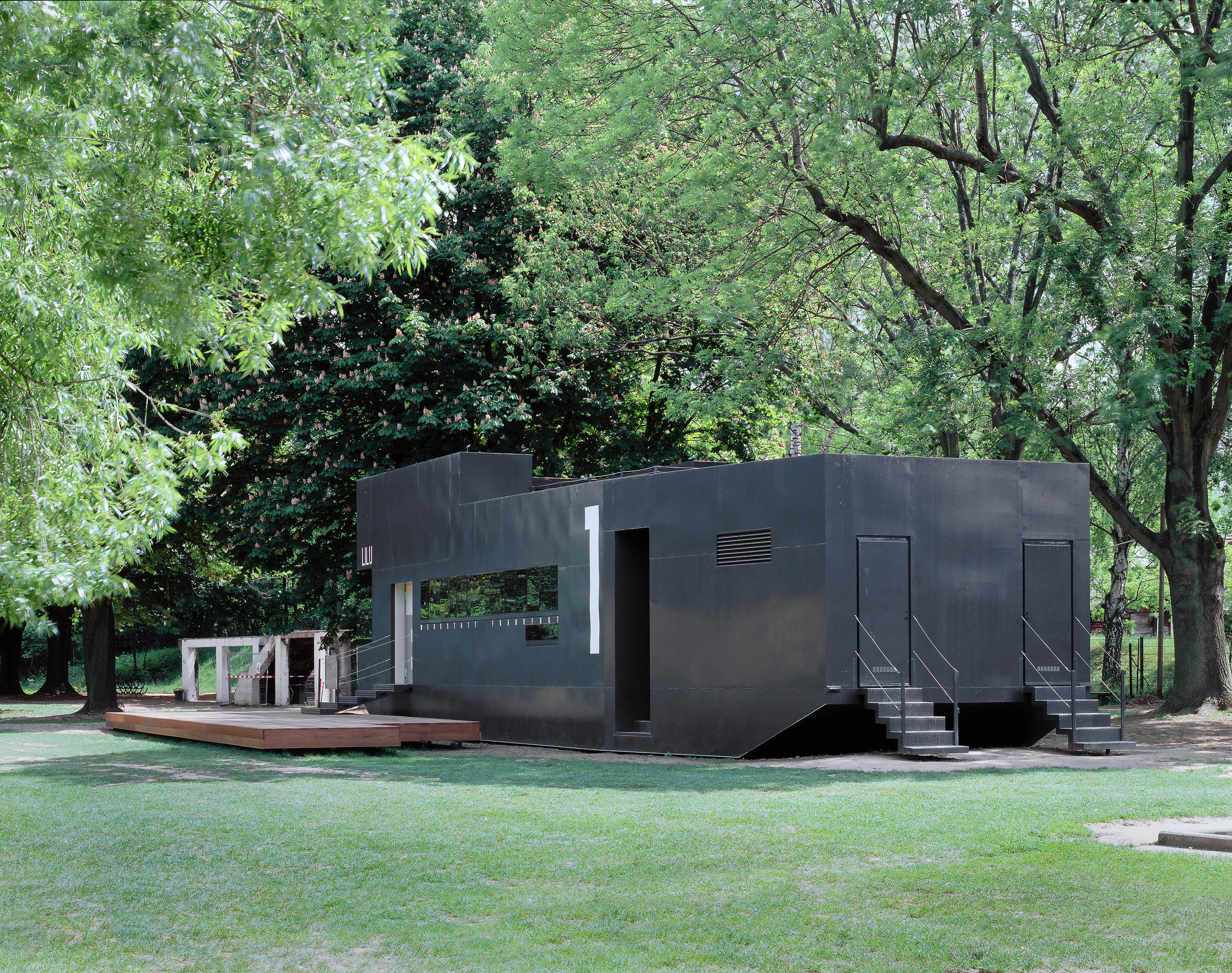
Der Ponton im Licht- und Luftbad

Für das Café des Licht- und Luftbades am hochwassergefährdeten Mainufer in Frankfurt-Niederrad z. B. diente 2003 ein schiffsartiger Ponton, der bei Hochwasser schwimmen kann, als Inspiration.
Beim Rückbau der Dornbuschkirche bildeten Meixner Schlüter Wendt das ehemalige Kirchenschiff in einer neuen Reliefwand ab und ließen so die Erinnerungen an den abgerissenen Baukörper in Form eines Abdrucks in der neuen Architektur weiterleben. Bei der Neuinterpretation des 2013 abgerissenen Henninger Turms reagierte das Büro ebenfalls auf kollektive Erinnerungen: Während die Kontur sowie die der Stadt zugewandte Seite stark an das ursprüngliche Erscheinungsbild des alten Silos erinnern, zeigen die drei anderen Seiten deutlich die neue Nutzung als Wohnturm.

## Bauwerke (Auswahl)
- 2003 Imbissponton Licht- und Luftbad Niederrad, Frankfurt am Main

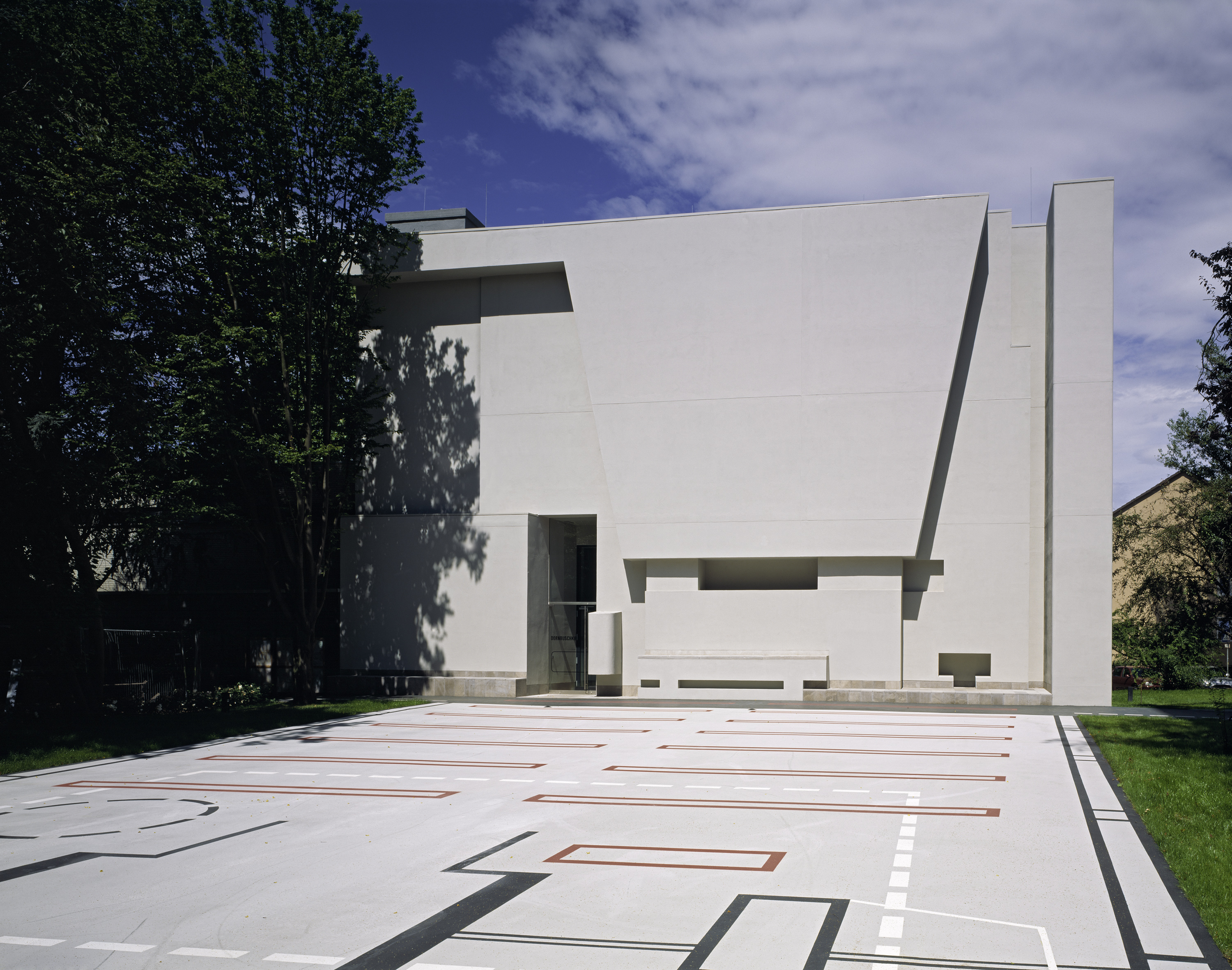
Die Reliefwand der Dornbuschkirche im gleichnamigen Stadtteil

- 2004–2006 Dornbuschkirche, Frankfurt am Main
- 2005–2006 Wohnhaus Wohlfahrt-Laymann, Oberursel
- 2005–2007 Wohnhaus F, Kronberg im Taunus[26][27]

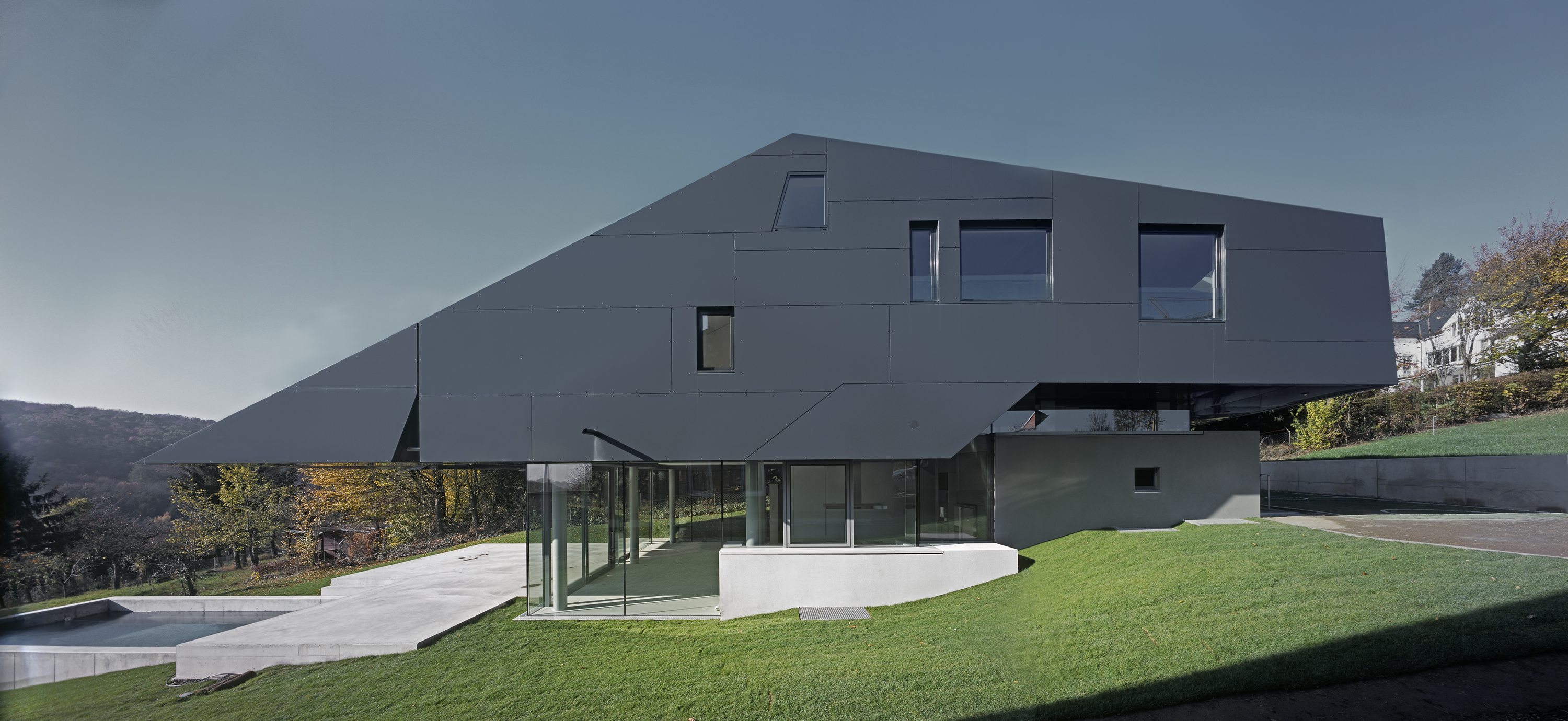
Weckt Assoziationen an ein Tarnkappenflugzeug: „Wohnhaus F“, Kronberg im Taunus

- 2006–2009 Ordnungsamt Frankfurt am Main

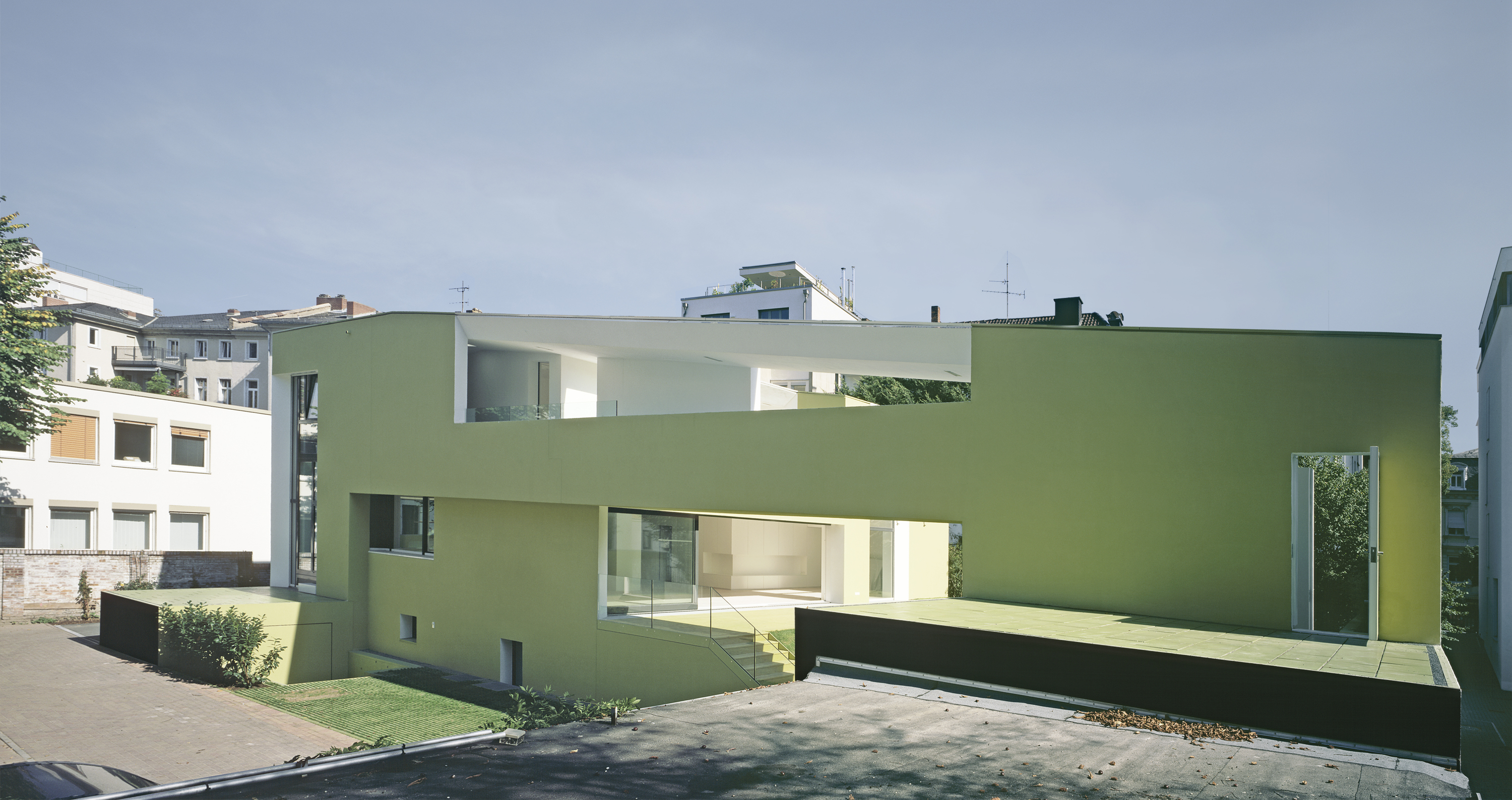
Wohnhaus Schmuck, Frankfurt: die "Wohnraumskulptur".

- 2009–2011 Wohnhaus Schmuck, Frankfurt am Main
- 2010 Leseraum/Ding Museum für Moderne Kunst; Frankfurt am Main
- 2010–2012 Bürogebäude Dock 2.0, Frankfurt am Main

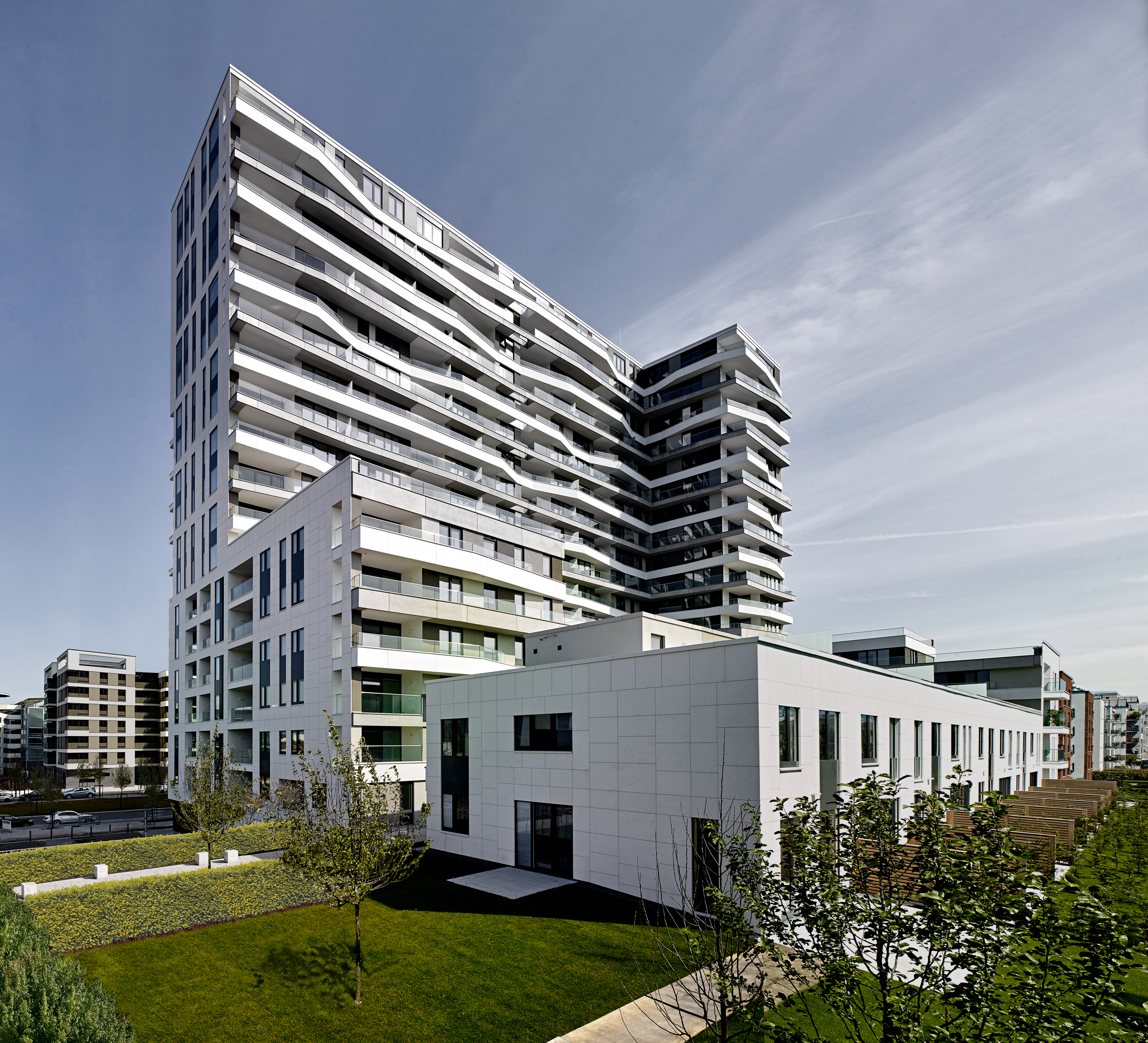
Die Höhenentwicklung des Wohnhochhauses Axis im Frankfurter Europaviertel: Reihenhaus, Blockrand, Hochhausscheibe

- 2012–2016 Wohnhochhaus Axis, Frankfurt am Main
- 2012–2017 Neuer Henninger-Turm, Frankfurt am Main
- 2015–2017 Evangelische Akademie Frankfurt, Frankfurt am Main
- 2018–2020 Wohnbebauung Heidestraße, Frankfurt am Main[28]
- 2025 Umbau der Kirche St. Michael des Fachzentrums Trauerseelsorge des Bistums Limburg in eine Urnenbegräbniskirche, Frankfurt am Main-Nordend[29][30]

## Ausstellungen (Auswahl)

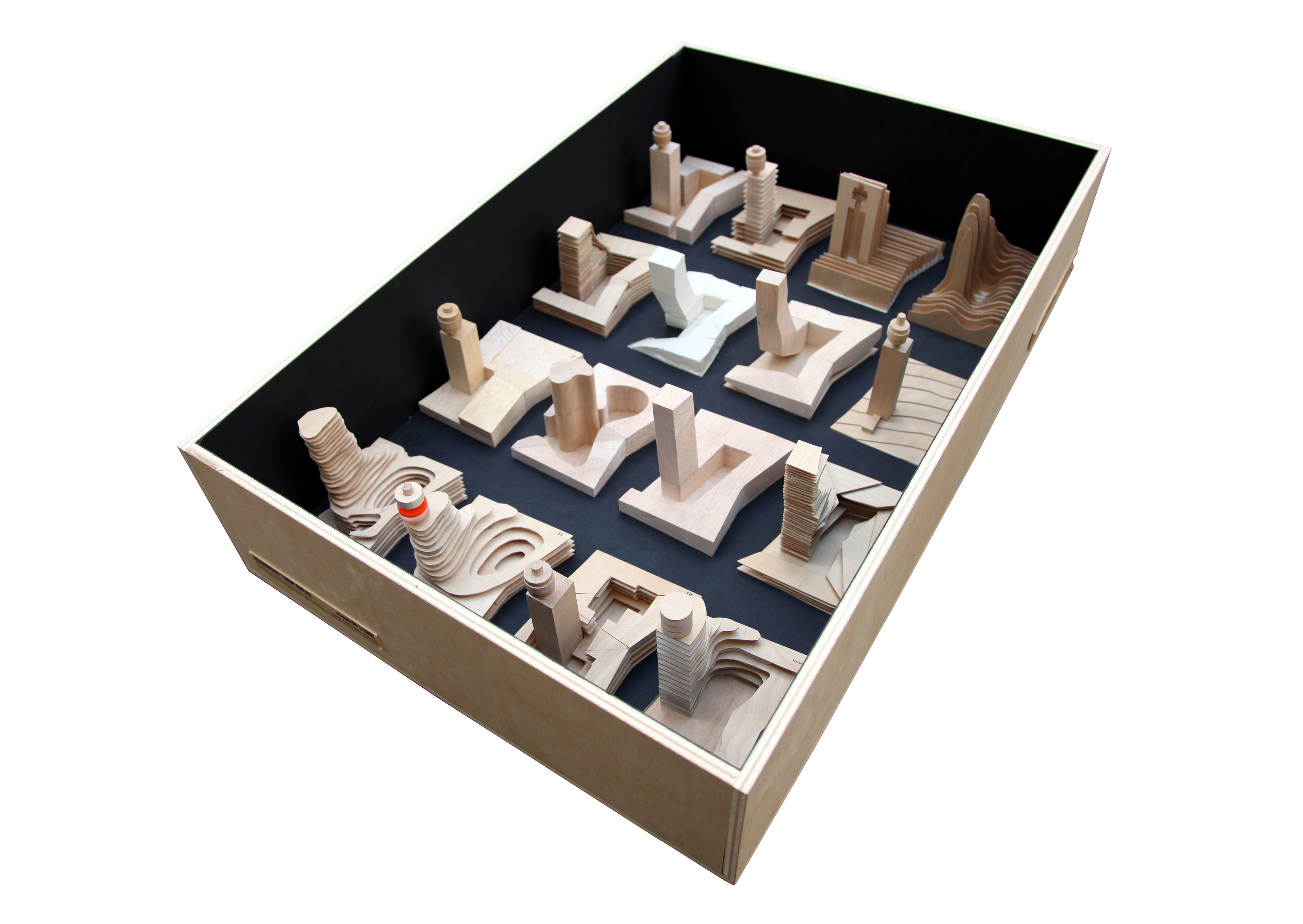
Modellvarianten des Neuen Henninger-Turmes während des Entwurfsprozesses

- 2004, 2006, 2012 Architekturbiennale Venedig
- 2005/2006 Deutschlandschaft – Epizentren der Peripherie, Victoria & Albert Museum, London
- 2009 Vertrautes Terrain – Aktuelle Kunst in & über Deutschland, ZKM Karlsruhe
- 2011 Bienal Sao Paulo
- 2012 The Istanbul Design Biennal
- 2014/15 Himmelstürmend – Hochhausstadt Frankfurt, Deutsches Architekturmuseum, Frankfurt am Main

## Auszeichnungen (Auswahl)
- 1988 Schinkelpreis, Kunst und Bauen,1. Preis
- 1995 Preis der Villa Massimo, Rom, Architektur für Claudia Meixner
- 2003 Deutscher Architekturpreis, Anerkennung für Neubau Imbiss-Ponton Licht und Luftbad
- 2003 Martin-Elsaesser-Plakette[31]
- 2006 Gestaltungspreis der Wüstenrot-Stiftung „Umbau im Bestand“, 1. Preis, Dornbuschkirche
- 2008 World Architecture Festival, Award Winner in der Kategorie „Religion and Contemplation“, Dornbuschkirche
- 2012 ECOLA Award, European Conference for Leading Architects, Wohnhaus Schmuck, 1. Preis für CO2-optimiertes Sanieren, Renovieren, Umbauen
- 2012 The Chicago Athenaeum International Architecture Award, Auszeichnung für das Wohnhaus Schmuck
- 2017 FIABCI Prix d’Exellence 2017 Germany, Kategorie Wohnen für das Wohnhochhaus Axis[32]